# Schönower Heide
Schönower Heide este o arie protejată (arie specială de conservare — SAC, sit de importanță comunitară — SCI) din Germania întinsă pe o suprafață de 533,38 ha, integral pe uscat.

## Localizare
Centrul sitului Schönower Heide este situat la coordonatele 52°41′30″N 13°30′33″E / 52.6917°N 13.5092°E.

## Înființare
Situl Schönower Heide a fost declarat sit de importanță comunitară în septembrie 2000.

## Biodiversitate
Situată în ecoregiunea continentală, aria protejată conține 2 habitate naturale: Vegetație psamofilă uscată cu pășuni deschise de Corynephorus și Agrostis, Pajiști uscate europene.
La baza desemnării sitului se află mai multe specii protejate de  păsări (18): fâsă-de-câmp (Anthus campestris), caprimulg (Caprimulgus europaeus), Charadrius dubius curonicus, prepeliță (Coturnix coturnix), presură galbenă (Emberiza citrinella), șoimul rândunelelor (Falco subbuteo), Grus grus grus, capîntortură (Jynx torquilla), sfrâncioc roșiatic (Lanius collurio), sfrâncioc mare (Lanius excubitor excubitor), ciocârlie de pădure (Lullula arborea), gaia roșie (Milvus milvus), pietrar sur (Oenanthe oenanthe), mărăcinar (Saxicola rubetra), mărăcinar negru (Saxicola torquatus), sitar de pădure (Scolopax rusticola), silvie porumbacă (Sylvia nisoria), pupăză (Upupa epops).
Pe lângă speciile protejate, pe teritoriul sitului au mai fost identificate 1 specie de amfibieni, 6 specii de nevertebrate, 2 specii de reptile.